# Liste der Naturschutzgebiete im Landkreis Augsburg
Im Landkreis Augsburg gibt es zwei Naturschutzgebiete.
Zusammen nehmen sie eine Fläche von etwa 126 Hektar ein. Das größte Naturschutzgebiet sind die Lechauen bei Thierhaupten.
| Name                           | Bild | Kennung                   | Einzelheiten | Position | Fläche Hektar | Datum |
| ------------------------------ | ---- | ------------------------- | --- | -------- | ------------- | ----- |
| Burghofweiher bei Langerringen |      | NSG-00701.01 WDPA: 344579 | Langerringen Aufgelassene lang gestreckte Kette kleinerer bis größerer Teiche im Verlauf des Röthenbachs westlich Burghof.                     | ⊙        | 21,25         | 2005  |
| Lechauen bei Thierhaupten      |      | NSG-00348.01 WDPA: 82080  | Thierhaupten "Altwasser des Lechs (Ellgauer Speichersee), das im Zuge des Flussausbaues der 1960er Jahre erweitert wurde, mit Auwaldumgebung." | ⊙        | 105,36        | 1989  |
| Legende für Naturschutzgebiet  |      |                           | |          |               |       |